# 人祭
人祭（英語：human sacrifice）是一种古代宗教仪式（祭祀），即用人作为祭品来祭祀神灵，与它相似的仪式有动物祭。在整个人類歷史上，所有文明均出現过以活人作為牲禮的现象，而“出草獵首”现象和“鼎烹”、“火刑”等用于威慑性的酷刑也与人祭有关联或渊源关系。人祭现象与远古的食人习俗有一定的渊源关系，但发展到人祭阶段通常是不食人的，而是以向受祭者告捷、炫耀战功、发泄仇恨、威慑敌人等为主要目的，但在米诺斯、阿兹特克、莫切文化、纳斯卡文化等少数文明中亦会在人祭过程中食人（仪式化食人），在其他古文明的人祭中则并非常态。
人祭是原始社会后期遗留下来的习俗，常与族群冲突相关，不能视作奴隶社会的证据。在鐵器時代，隨著宗教的發展舊世界活人獻祭逐漸減少，从轴心时代、古典時代起人們已經視活人獻祭為野蠻風俗。一項對過去一萬年間在全球範圍內曾經存在的四百多個社會的研究指出，當社會總人口超過約十萬人時，人祭會成為導致社會不穩定的一項因素。而在社會總人口超過約一百萬人時，這種導致社會不穩定的效應會變得特別強烈，這種習俗会因為文明發展而隨之消失。另外，在人祭被廢除後，人們開始以動物獻祭或使用人偶獻祭來代替活人獻祭，像是漢人社會在战国秦漢以後以俑代替活人殉葬也包括人祭等。然而在新世界（美洲和大洋洲）、撒哈拉以南非洲，在歐洲人到達前，活人獻祭的習俗依舊廣泛地存在；而东南亚土著和台湾原住民曾经流行过的“猎头”和“打生桩”等行为，也一直保持到近代以后才逐渐消失；在印度的个别边远地区，人祭习俗甚至保持到了21世纪。总的来说，到了現代社會，即便是動物祭也已經從許多宗教當中消失，活人獻祭更是除了邪教外極端少見的行為；多數的宗教譴責人祭習俗，且現代世俗法律將活人獻祭視同謀殺，在譴責活人獻祭的社會中，人們可能會使用「儀式殺人」一詞來描述此種行為。

## 各地人祭的歷史

### 中国
仰韶文化、大汶口文化、齐家文化遗址中出土的带砍斫痕迹的人头骨可能是人祭。龙山文化的众多遗址中，人祭现象已经相当普遍，当时也流行用人牲“奠基”祭祀土地神（即所谓“打生桩”）。人祭所屠殺的用于祭祀神灵的活人供品，叫“人牲”，人牲通常是战俘、罪犯等。人祭最早出现于原始社会后期，盛行于商朝和西周时期，在春秋战国逐渐衰落；但即使到了秦汉乃至随唐以后，有时也会反复地少量涌现。人祭和人殉是两种相互关联的习俗，区别则在于，人祭的主要功能是祭祀祖先或神灵以报仇或告捷，人殉的主要功能是“事死如事生，事亡如事存”地陪伴、侍奉墓主。与人牲祭祀相关联的动物祭又被称为“祭牲”，与人殉相关联的埋葬动物的葬牲现象又被称为“殉牲”。而当人祭的受祭对象是墓主（即“墓祭”中使用人牲）时，则会与墓主的殉人的界限模糊化，且即便是学术界的许多人也经常容易混淆人牲与人殉。
先商和商代早期的人牲比较少见（商人在先商晚期之前可能没有人祭习俗），商代中期起商人在东夷文化的影响下人祭逐渐大大增加（商朝人虽受东夷文化影响，但和东夷并不是同一民族，甚至是相对于东夷的后进性民族），于武丁时期达到人祭的顶峰，商代晚期受祖甲周祭改革和“明器化现象”的影响又逐渐减少。殷墟王陵区出土的人牲祭祀坑有数百座，人牲实物总共为两千多；但据甲骨文统计，商代后期所杀人牲总数为一万四千多；这些人牲绝大多数均为敌族战俘，极少数情况是重罪犯和长期祈灾无效的巫师等。武丁时期战争频繁而难以吸纳战俘，按卜辞记载其多次所杀人牲总数至少为九千多；当时人祭最多的祭祀坑在小屯乙组第7号宫殿址，这里总共用五百八十五人，甲骨文所记载的一次最多使用的人牲亦为五百多。《甲骨續存》下七四四片则有火焚巫师以祭天祈雨的卜辭。商代的人殉中有一部分是自愿的，是死者的亲属和亲兵自杀而为其殉葬；也有一部分人殉是强制性的，会使用战俘或家奴、家臣；即殷人认为人死了以后都会成为鬼神，在天上可能需要陪伴者，便让死者的亲属、亲兵、家奴等的灵魂去陪伴死者。而商代人祭过程中杀掉部分吸纳不了的敌族战俘或者重罪犯，则是为了告慰祖先的在天之灵、向祖先神炫耀战功，以及起到威慑重罪犯和敌人的作用，其中比如甲骨文中的“卯祭”是将对方的背部剖成两半处死、类似于后世的腰斩刑罚；而当巫师总是不能祈除灾难、触犯众怒时也存在被献祭或者自愿献身的可能性（火焚巫师的现象从龙山文化时期一直到东周都存在）。商代晚期墓葬中明器愈发多见而祭祀礼器则逐渐减少，从殷墟的祭祀坑和黄组卜辞资料来看，商朝后期晚段的文丁、帝乙时期尤其是帝辛时期，人祭人殉已较为罕见，此时的人祭大多仅限于敌族首领并且往往只采用简单焚烧尸体的方式；殷末与人方、淮夷、林方、虎方的战争规模并不小，战俘来源是很丰富的，人祭和人殉的减少可能与当时鬼神观念的淡化有关。周初的周人甚至指责商纣王“昏弃厥肆祀，弗答”、“不恭上帝”、“不肯事上帝鬼神”。殷墟中的人牲现象曾被中国大陆的有奴派学者当成商朝是奴隶社会的基本证据，但这个说法早就受到了广泛质疑，许多学者指出商代人牲并不是奴隶而是以战俘和罪犯为主，人祭不能说明当时是奴隶社会。2013年以来唐际根的团队对1976年发掘的殷墟祭祀坑重新发掘，结合甲骨卜辞与科技考古，进一步否定了这些羌人是奴隶的说法，科技考古研究表明这些羌人战俘被俘虏后并没有在殷墟一带长期生活和劳动。被用于人祭的北羌战俘身体强壮而食量大，释放之则忧其再度扰边，收留之则供养不起，杀之以祭殉实乃生产力低下时代的不得已之举。羌人的体质较其他民族更为强壮从而更不易被俘虏，而商代人祭却反而以羌人战俘为主，更加证明了商代并不是以抓人为目的发动战争。尽管商代的人牲主体并不是奴隶，但学者何驽指出龙山文化的石峁遗址中的大量人牲可能是以买卖的奴隶为主。
周克殷以后，既没有废除人殉也没有废除人牲祭祀制度，不论是殷遗民还是姬姓周人，以及各地土著族群，都存在墓祭人牲和杀俘祭庙等现象。西周时期的小盂鼎记载了周康王（一说周昭王）在宗庙里对鬼方战俘先“折首于□”然后“入燎周庙”作为人牲献祭。周宣王时期的虢季子白盘记载对猃狁战俘“折首五百”。西周时期的晋国、燕国、黎国、密国、获国等姬姓诸侯国都有人祭习俗。北赵晋侯墓地的M8、M64和M93三组墓葬的祭祀坑中都发现有少量人牲坑和空坑，M64的夫人墓M62之北的两座祭祀坑各有1具人牲，M93南墓道东侧的M97、M98、M135发现有若干人牲，空坑则被怀疑是血祭坑。M8和M64分别是晋献侯与晋穆侯之墓，M93有争议、可能为西周末期的晋殇叔之墓，这三座西周晚期的晋侯墓可能都是在重大盟誓过程中采用了多次“墓祭”，其中有时也使用人牲祭祀。山西曲沃羊舌晋侯墓地M1（两周之际的晋文侯墓）发现10具人牲，这些人牲是当场杀死后直接抛射入墓中。四座时间上连续的晋侯墓均有“墓祭”人牲（有的也具有“奠基”属性），说明晋国长期保持有人祭习俗。琉璃河燕侯墓地M202（西周早期的一位燕侯墓，已被严重盗扰）亦发现有人牲。西周的宁夏姚河塬遗址的上层大墓中既有人殉也有人牲，该遗址刚发掘时曾被怀疑是殷遗民墓葬，后来倾向于这里的上层大墓为获国的周人墓葬，中小墓可能混杂有殷遗民和戎人，周人作为后进性民族会吸收商人和东夷的葬式、腰坑殉狗、殉牲、葬牲、酒器等习俗。黎城西关西周墓中的部分殉人包含儿童等，具有奠基人牲的“墓祭”属性。陕西长安张家坡西周墓的西周中期的“第一代井叔墓地”M157有一具被肢解的人牲。西周前期的洛邑林校祭祀遗址中有几十例奠基人牲，该祭祀遗址等级地位较高，可能为吸收了殷遗民文化因素的周室小宗或周公庶子的后代主持进行。密国的甘肃灵台白草坡西周墓7号墓的人头骨介于人牲与人殉之间。
周人先祖是否有人牲习俗尚有待考证（周人的族源尚无定论，且甲骨文中的“周方”是妘姓周族而并非后来建立周朝的姬姓周人，在商朝末期被姬姓周人征服以后沦为其统治下层居民，被沿袭其“周”的国号），但周人作为后进性民族，在人祭过程中学习并吸收了商人和东夷的一些文化因素，《逸周书·世俘》和《小盂鼎》铭文中所记载的人祭仪式就直接搬用商礼。中国考古学家、中国社会科学院研究生院教授黄展岳和著名古文字学家丁山先生还指出，《周礼·春官·大宗伯》记载西周祭祀仪式极其详细，不仅“以血祭祭社稷五祀五岳”的血祭是以人血为主，其中的槱燎(求雨)、貍沉(祭河，有时是将活人直接扔进河里献祭)可能也要用到人牲。总的来说，西周姬姓贵族在重大盟誓仪式和“墓祭”中会使用人牲也佐证了《周礼》和西周金文中记载周人在一些祭祀仪式中会用人是属实的。安阳后冈圆形殉葬坑曾被视为人殉，然而死者家族为帝辛的宠臣并被赐予宝物陪葬，其形制异于典型的殉葬坑和祭祀坑，最新研究普遍认可其为牧野之战时对战死的“戍嗣子”仓促安葬的乱葬坑，但也不完全排除正好是《逸周书·世俘》所记载的周武王实行人祭后的遗存。西周统治者对外征伐频繁，西周金文中的献俘礼仪式与甲骨文所见商代献俘礼相似，战俘若未被赦免就会被用于祭祀。由于商代末期已经人牲较少故而西周春秋时期的人祭规模通常不是很大，而类似的杀人祭祀宗庙的行为即使在秦汉以后也存在。东周时期的人牲和人殉都与西周的周礼存在继承关系，考古发现的东周墓葬，保存较好、墓主身份大体可以认定的诸侯、封君、上卿、大夫墓，墓内一般都有殉人，有时也伴随有人牲。清华简《系年》第七章记载晋文公“献楚俘馘”（既进献活的战俘也进献战场被杀死的敌人的耳朵），而三晋地区盟誓过程中使用人牲祭祀的行为一直到战国早期仍然存在，例如侯马牛村古城晋国祭祀遗址中就发现有人牲，战国早期的魏国巫师有用活人祭河但被西门豹停止，这些与西周时期晋国的人牲祭祀遗存一脉相承。春秋中期的古魏国宫殿基址处发现有奠基人牲。莒国本属东夷旧地，这里早在商朝之前就已经流行“杀人祭社”，直到春秋晚期也未衰减，莒国的山东沂水刘家店子M1墓有40具殉葬尸骨，其中大部分实为墓祭人牲而非人殉，同为春秋晚期的莒南后官庄M1墓中有49具殉葬尸骨，其中部分尸体被肢解而属于人牲遗存。春秋晚期的秦景公墓中发现166具殉人和20个人牲，秦都雍城的秦国寝庙建筑遗址有少量奠基人牲。郑国的河南新郑县唐户村3号墓中有人牲残骸。吴国王陵区虽未被系统挖掘但已在背山顶墓等地发现人祭实例。
东周以来的传世文献中，《左传·僖公二十一年》：“公欲焚巫兀。臧文仲曰：‘非旱备也。修城郭，贬食省用，务穑劝分，此其务也。巫兀何为？天欲杀之，则如勿生；若能为旱，焚之滋甚。’公从之。是岁也，饥而不害。”说明鲁国原本有用巫师和仰面朝天的残疾人作为人牲祭祀的传统，鲁僖公本想延续这种做法但被谏止，春秋中期以后人祭开始被批判和摒弃。《左传》还记载春秋晚期鲁国的季平子“用人于亳社”，其孙季康子则“以邾子益来，献于亳社”，鲁国的亳社与周社的性质和政治地位并无殊异，亳社和周社相并而列、都用来祭祀土地神，鲁国统治者祭祀亳社是“周承殷制”的产物。《左传·僖公二十八年》记载晋文公“秋七月丙申，振旅恺以入于晋，献俘授馘，饮至大赏”与清华简《系年》第七章的“献楚俘馘”对应，《左传·襄公十年》则记载“晋侯有间，以逼阳子归，献于武宫，谓之夷俘。”这些都是晋国统治者沿用殷周的献俘礼和盟誓仪式，与考古发现晋国长期存在人牲现象互为印证。《左传·僖公十九年》记载宋襄公“使邾文公用鄫子于次睢之社，欲以属东夷。”，这里的人祭沿用东夷习俗，让东夷诸侯邾文公在夷人的“次睢之社”执行，以取媚于东夷谋求东夷各国的支持。《左传·昭公十一年》记载楚灵王“灭蔡，用隐大子于冈山”。《史记·秦本纪》：“于是缪公虏晋君以归，令于国：‘齐宿，吾将以晋君祠上帝。’”秦穆公由于晋惠公忘恩负义，要将其杀死祭祀天帝。秦国的人牲习俗虽与东夷有关，但祭祀天帝是周代神道设教下的传统，商代只祭祀自然神和祖先神、只贞问“帝”而从不祭祀天帝。总的来说，从春秋戰國开始，人祭和人殉都受到了诸子百家的批判；西门豹严惩进行人祭的巫师，秦獻公下令禁止人殉包括庶子殉葬制度等。
战国时期的燕下都城址以南2.5千米处有人头骨丛葬坑14处，估计总共至少有多达3万至4万颗以上的人头，部分人头骨有明显砍杀痕迹，有的带有青铜镞，这一发现比殷墟和晋国等地的西周至春秋中早期的人牲祭祀遗存还要骇人得多，若7号丛葬坑内底部的红烧土布满该层，则表明埋葬该批人头骨时进行了某种特殊仪式，与《逸周书·世俘》记载的人祭仪式相近，具有“献祭”或者是“奠基人牲”的属性；有学者推测是秦始皇灭燕时的屠城，但被质疑年代上相差太远且屠城不可能将人头编排得如此整齐，部分学者推测是燕国将领秦开以貊人之头颅献祭，之所以手段残忍且大规模献祭很可能是因为在当时的“夷夏之辨”下并没有将属于“蛮夷戎狄”的貊人当作“人”来看待。在整个春秋战国时期献“四夷”之俘甚至以之祭奠神灵均为顺理成章之事。
西汉以来多位皇帝包括漢高祖劉邦、漢宣帝劉詢等都禁止人殉，但人祭和人殉之事仍然在有些特定时期和地区反复。《史记·陈涉世家》：「为坛而盟，祭以尉首。」这反映了秦朝末年的人祭习俗。洛阳东关东汉殉人墓中的殉人骨架其实具有类似于人牲的属性。《北史》记载西南少数民族“其俗畏鬼神，尤尚淫祀。所杀之人，美鬓髯者必剥其面皮，笼之于竹，及燥，号之曰‘鬼’，鼓舞祀之，以求福利。至有卖其昆季妻奴尽者，乃自賣以供祭焉。”《旧唐书·温造传》记载唐文宗“内一百首祭李绛，三十首祭王景延、赵存约等"。1983年在陕西凤翔发掘了314座隋唐墓, 其中49座墓的墓坑填土中发现有人牲遗骸，共发现112具。其中每墓至少1人, 最多12人。这批人牲或被肢解，或被砍头，或被削足，或被断手；有的还带镣铐，有的尸体扭成一团，显系活埋，他们被分层置于墓坑填土中。这些人牲大约是唐朝中期的战乱中杀俘祭祀亡灵以泄愤。五代十国时期，后唐庄宗李存勖“系燕父子以组，函梁君臣之首，入于太庙，还矢先王，而告以成功”，也同样类似于商周时期杀敌族战俘祭祀祖先告捷的行为。四大名著之一的《水浒传》所记载的“林冲风雪山神庙”和“武松先扯开潘金莲的胸衣再取出其身体器官，和西门庆的人头一起供奉哥哥武大郎的灵位”其实都和先秦时期的人祭仪式无本质不同。秦汉以后人祭的主要形式包括杀战俘祭祀宗庙、战场出征之前杀人祭旗、同态复仇和血亲复仇下用敌人首级告慰祖先等，民间的人祭行为甚至有可能一直保持到中华人民共和国成立之前，但目前没有发现晚于唐代的人牲实物（明朝初年朱元璋恢复的是人殉而非人牲），總體而言隨著社會進步，人祭和人殉都逐漸被摒棄。

### 印度
古印度吠陀时代的婆罗门教有活人祭祀的传统，在印度列国时代这种做法受到佛教、耆那教等沙门的反对。但即使到了后世，印度教性力派的少數派別仍有以人體、人血或人頭为祭品，奉獻给时母、難近母等女神的習俗。
卡利卡往世書（Kalika Purana）的第67~78章單獨成為《Rudhiradhyaya》一書，內容提到信徒可以為了取悦女神进行活人獻祭，但必须在战争或緊急危難的情況下，且在進行前必須得到王子的同意。除了人祭以外，《Rudhiradhyaya》還探討了峇厘島的動物祭和左道性力派的儀式。
雖然這在英国殖民统治期就已經被政府禁止了活人祭祀，但直到現代印度的边远地区仍然有少數人祭案件發生。印度的国家犯罪记录局（NCRB）直到2014年才开始收集關於人祭的資料，根據他們的資料庫，2014年至2016年间共發生51起人祭案件，遍布14个邦。

### 东南亚
東南亞从古代到近代，南島民族的獵首廣泛存在，包含部分臺灣原住民的出草含有祭祖的意味，這些地區要到二戰之後人祭才逐漸消失。
緬甸古代興建大型建築物時，會以生人活埋在地基之下，作為守護神，這種風俗緬人稱為「苗賽」（Myosade），即打生樁。

### 地中海沿岸
古代苏美尔、巴比伦地區都出现了人祭。古代闪米特人有人牲祭神的习惯，例如燒死孩子祭祀摩洛（Moloch）。《創世記》中有考验亚伯拉罕是否愿意杀独生子献祭耶和华（Jehovah）的故事。
在欧洲古代，人祭至少在5000年前的农业社会已经存在。米诺斯文明和迈锡尼文明都有人祭习俗，其中米诺斯文明的人祭甚至涉及到食人（将祭祀的儿童加以食用）。到了古典时代的古希腊、古罗马仍然杀人祭神。在希波战争中，古希腊指挥官地米斯托克利（Themistocles）杀死三名波斯战俘献祭。公元前114年，有两个高卢战俘和两个希腊战俘被罗马人杀祭在屠牛广场。公元前97年，罗马共和国执政官克拉苏 (Publius Licinius Crassus Dives) 开始立法禁止人祭和人殉，但是废除得不彻底，直到罗马帝国时期人祭在一些宗教信仰中仍是重要内容，例如用活人祭祀希腊植物神阿多尼斯、罗马冥后神普罗塞耳皮娜等曾十分盛行，死亡和复活成为这些信仰的重要特征。
传世文献记载斯拉夫人曾经有过杀俘献祭甚至杀儿童“奠基”的习俗。相关证据则有保加利亚西南部的公元前4世纪的人祭遗存，以及从波美拉尼亚到基辅一带都发现有被焚烧的已斩首人类遗骸及其献祭柴堆的祭祀坑。据记载俄罗斯的苏兹达尔在1024年举行过一次人祭仪式。根据俄罗斯12世纪的原始编年史，战俘曾被献祭给最高的斯拉夫神佩伦（Perun）。古希腊和古罗马的文献还提到凯尔特人、腓尼基和迦太基也流行人祭。凯尔特人有火烧战俘和罪犯祭祀祖先的做法，类似于中国商周两代的燎祭，而仪式化斩首则是凯尔特人的宗教文化习俗，在考古发掘中得到大量支持。爱尔兰的一些沼泽和高卢人的祭祀圣地中发现了一些人头骨和无头尸体，其中有的是被杀祭的战俘，还有的则是作物严重欠收等自然灾害后，凯尔特国王触犯众怒而被族人杀死用于献祭，国王在死前饱食了最后一餐。在羅馬帝國時代的社會上有傳迦太基宗教信徒、德鲁伊教徒、犹太教徒、基督教徒用婴儿祭祀，使得教徒受到歧視與迫害。考古发现迦太基的人祭规模很大，而且祭品经常专门以婴儿为主，说明并不是战争中正好掳掠俘获的孩童，不过尽管迦太基的遗址中发现了许多婴儿的骨头，但他们的死因仍然存在争议。在迦太基的一个被命名为“Tophet”的儿童墓地中，估计可能有两万多婴儿被用于献祭。迦太基被罗马共和国摧毁之前的200年时间里，经常焚烧自己的孩童祭祀神灵，以祈求丰收。传世文献中腓尼基各城邦普遍有国王让王子替代自己被献祭和杀儿童祭祀神灵的风俗，结合迦太基的情况来看可以反推出腓尼基的人牲祭祀可能很严重，但目前对腓尼基起源地黎巴嫩和叙利亚一带的考古发掘太少，还不能完全证实，已知叙利亚北部的贾布尔平原（Jabbul Plain）的阿勒颇市以东56公里的公元前2000年前后的Umm el-Marra遗址中发现了若干被杀祭的婴儿与犬牲、驴牲堆放在一起。
近代各個歐洲國家的人祭行為全部消失，其中最遲一个立法禁止人祭行為的歐洲國家是黑山，於公元1870年代被黑山親王尼古拉一世立令禁止人祭。

### 美洲

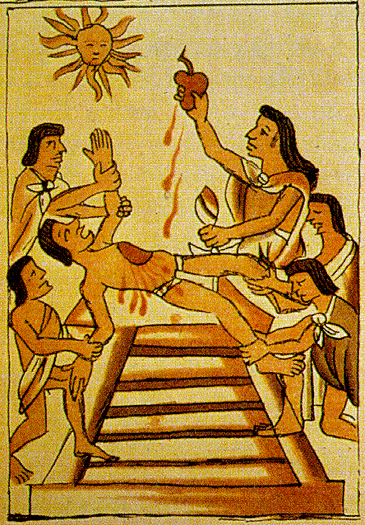
阿茲特克活人獻祭儀式。

玛雅人、印加人、托尔特克人、萨波特克人也都有人祭习俗。阿兹特克人的人祭间接地继承自玛雅，但是其规模远比玛雅盛大，例如，1486年，特诺奇蒂特兰大金字塔落成时，阿兹特克统治者一次就下令把两万多名俘虏抬到祭坛上，挖出心脏祭祀太阳神，接着把心脏丢入一尊石头神像所持容器中，再把尸体抛下寺庙的台阶。在印加帝国建立之前，南美洲地区的莫切文化、纳斯卡文化也盛行人牲祭祀，人祭被视为权力的来源，据考古调查纳斯卡文化后期大约有十分之一的人口被献祭。

### 撒哈拉以南非洲
在西非，人祭在19世紀前仍十分普遍，國王或王后去世后，奴隸、囚犯和俘虜經常會被獻祭。最有名的是约鲁巴人的人祭和達荷美王國的年度祭，年度祭中成百上千的囚犯被殺害（也影響了海地的巫毒教活人獻祭）。

### 引用
1. ↑  Michael Rudolph. . LIT Verlag Münster. 2008: 78. ISBN 3825809528.
2. 1 2 3 4 5 6 7 8 9 10 11 12 13 14  黄展岳《中国古代的人牲人殉问题》
3. 1 2 3 4 5 6  黄展岳《中国古代的人牲人殉新资料概述》
4. 1 2 3  《人類的故事》.房龍著
5. ↑  .   [2019-05-07]. （原始内容存档于2019-05-07）.
6. ↑  .   [2019-05-07]. （原始内容存档于2020-02-23）.
7. 1 2  《緬甸史》，戈·埃·哈威著，姚梓良譯，132頁
8. 1 2 3  Bhattacharya, Aritra. [/news/india/goddess-kali-worship-does-not-need-human-sacrifice ] 请检查|url=值 (帮助). The Quint (The Quint). 6 November 2018  [24 May 2021].
9. ↑  . BBC News. 2005-06-16  [2010-05-25]. （原始内容存档于2011-05-14）.
10. ↑  . BBC News. 2008-05-22  [2010-05-25]. （原始内容存档于2012-06-14）.
11. 1 2  杨弃,朱彦民."人牲""人殉"辨——兼谈安阳后冈圆形葬坑的性质[J].社会科学战线, 2018(12):7.DOI:CNKI:SUN:SHZX.0.2018-12-012.
12. ↑  林祥庚. 商非东夷说[J]. 福建师范大学学报：哲学社会科学版, 1985(3):7.
13. 1 2  李龙海. 早商晚段至殷墟时期商人与东夷的文化融合[J]. 郑州航空工业管理学院学报：社会科学版, 2009, 28(3):4.
14. ↑  赵新平.鹤壁刘庄下七垣文化墓地的葬俗葬制[J].华夏考古, 2010(3):6.DOI:CNKI:SUN:HXKG.0.2010-03-013.
15. ↑  李宏飞、王宁《小双桥遗址的商与夷》，中国社会科学出版社出版，2018年11月
16. 1 2  黄同华《殷商人祭人殉性质考辨》，青岛教育学院学报（综合版），1990年第2期
17. 1 2 3  周博.卜辞所见商代寇贼的犯罪与惩罚[J]. 四川大学学报:哲学社会科学版.
18. 1 2  徐明波, 彭裕商. 殷墟黄组卜辞断代研究[J]. 中国史研究, 2007(2):13.
19. 1 2  江雨德《国之大事：商代晚期中的礼制改良》，唐际根主编《殷墟与商文化(殷墟科学发掘80周年纪念文集)》，科学出版社，2011年11月
20. 1 2  许莉莉. 清华简所见商末周初史事初探[D]. 烟台大学.
21. 1 2  李娜. 帝辛行为再审视[J]. 沧州师范学院学报, 2015(03):62-66.
22. ↑  《尚书·牧誓》
23. ↑  《清华简·系年》：昔周武王监观商王之不恭上帝，禋祀不寅，乃作帝籍，以登祀上帝天神名之曰千亩，以克反商邑。
24. ↑  《墨子·非命上》：《太誓》曰：“纣夷处（这里指既傲慢又酷虐因此不愿意祭祀上帝和鬼神），不肯事上帝鬼神，祸厥先神禔不祀，乃曰：‘吾民有命。’无廖排漏，天亦纵弃之而弗葆。”
25. 1 2  陈民镇《奴隶社会之辩——重审中国奴隶社会阶段论争》，《历史研究》2017年
26. 1 2  徐义华. 中国古史分期问题析论[J]. 中国社会科学文摘, 2021(2):2.
27. ↑  唐际根、牛海茹：《殷墟王陵区人祭坑与卜辞所见“羌祭”及“杀牲法”研究》，《人文中国学报》第19期，上海：上海古籍出版社，2013年，第411-432页；唐际根、汤毓赟：《再论殷墟人祭坑与甲骨文中羌祭卜辞的相关性》，《中原文物》2014年第3期
28. ↑  参见《殷墟的祭祀“人牲”是奴隶？———商朝奴隶社会的性质被质疑》，《人民日报》2015年4月2日，第12版。另参见唐际根2015年4月6日于北京大学“早期文明的对话：世界主要文明起源中心的比较”国际学术研讨会所作主题报告（论文摘要）
29. 1 2  徐正英. 甲骨刻辞中的文艺思想因素[J]. 甘肃社会科学, 2003(02):34-39. 殷商甲骨刻辞中的文艺思想因素考论（页面存档备份，存于）
30. ↑  何驽：《中国史前奴隶社会考古再认识》，中国社会科学院首届唯物史观与马克思主义史学理论论坛论文，北京，2015年9月，第691—695页
31. ↑  何驽：《中国史前奴隶社会考古标识的认识》，《南方文物》2017年第2期
32. 1 2 3 4 5  翟胜利. 西周金文与献俘礼[J]. 文物春秋, 2010(6):4.
33. 1 2 3 4  王贵生.周初燎祭仪式考辨[J].中国典籍与文化, 2008(1):8.DOI:10.3969/j.issn.1004-3241.2008.01.017.
34. 1 2 3 4  张怀通.虢伯捱簋与《世俘》叙事方式[J].中原文化研究, 2016, 4(6):5.DOI:10.3969/j.issn.2095-5669.2016.06.014.
35. 1 2  宋玲平《晋系墓葬制度研究》，科学出版社，2007年
36. 1 2 3 4 5 6 7  孙庆伟. 祭祀还是盟誓:北赵和羊舌晋侯墓地祭祀坑性质新论[J]. 中国国家博物馆馆刊, 2012(5):15.
37. 1 2 3 4 5 6  王京燕.襄汾陶寺北墓地相关问题研究[J].晋学研究,2023,(00):33-48.
38. ↑  赵庆淼.曲沃羊舌墓地出土子硕父鼎的意义——兼论曲沃羊舌M1为晋文侯墓[J].故宫博物院院刊,2023,(10):10-16+131.DOI:10.16319/j.cnki.0452-7402.2023.10.002.
39. ↑  魏铖. 山西曲沃晋侯墓地研究[D]. 吉林大学.
40. ↑  吉琨璋《曲沃县羊舌村晋侯墓地》，《中国考古学年鉴(2006)》
41. ↑  北京市文物研究所：琉璃河西周燕国墓地（1973-1977)，14-31、62页，文物出版社，1995年
42. ↑  李伯谦《周人经略西北地区的前哨基地——姚河塬遗址》，《华夏文明》2018年第2期
43. 1 2  张诒三. 《论语》"先进于礼乐"章索解[J]. 齐鲁学刊, 2019(4):9.
44. ↑  王志友. 商周时期的腰坑葬俗[J]. 华中科技大学学报：社会科学版, 2006, 20(6):6.
45. ↑  孔令敏. 西周时期周人使用腰坑情况研究[D]. 辽宁师范大学.
46. ↑  曾宝栋, 杨杨. 浅谈商周时期墓葬中腰坑的功能和意义[J]. 殷都学刊, 2017, 38(3):6.
47. ↑  劉源. 讀金短札:伯雍父是殷人還是周人[J]. 出土文献, 2013(1):6.
48. ↑  刘源. 周承殷制的新证据及其启示[J]. 历史研究, 2016(2):16.
49. ↑  曹斌. 恭懿之际西周国家的转型[J]. 中国人民大学学报, 2017(3).
50. ↑  罗泰《宗子维城》，加州大学洛杉矶分校COTSEN考古研究所，2006年
51. ↑  .   [2022-01-12]. （原始内容存档于2022-02-22）.
52. 1 2  邹芙都, 余霞. 西周黎国政治军事地位及姻亲关系初探[J]. 史学集刊, 2017(3):10.
53. ↑  山西省考古研究院, 黎城县文物博物馆. 山西黎城西关墓地M1与M10发掘报告[J]. 中国国家博物馆馆刊, 2021(4):47.
54. ↑  禚孝文. 由西关,西南呈墓地遗存及清华简再论西周黎国[J]. 河南大学学报：社会科学版, 2020(1):6.
55. ↑  石艳艳《洛阳中州东路北西周祭祀坑的发掘》，《2009年中国重要考古发现》，文物出版社，2010年
56. ↑  初仕宾《甘肃灵台白草坡西周墓》，《考古学报》1977年
57. ↑  朱凤瀚.商周家族形态研究[M].天津古籍出版社,1990.
58. ↑  董珊.试论殷墟卜辞之"周"为金文中的坛姓之琱[J].中国国家博物馆馆刊, 2013(7):16.DOI:CNKI:SUN:ZLBK.0.2013-07-005.
59. ↑  Shan D ."Zhou" [周] in Yinxu Oracle Bone Inscriptions and "Diao" [琱] in Bronze Inscriptions[J].Journal of National Museum of China, 2013.
60. ↑  《逸周书·世俘》：武王乃废于纣矢恶臣人百人，伐右厥甲孝子鼎大师。伐厥四十夫，家君、鼎帅、司徒、司马，初厥于郊号。武王乃夹于南门，用俘，皆施佩衣，衣先馘入。武王在祀，太师负商王纣，县首白畤，乃以先馘入燎于周庙。
61. ↑  丁山《中国古代宗教与神话考》：“周官所谓‘以血祭祭社稷’的大典，现在揭穿其内幕，是以人血为主。”，第501页，龙门联合书局，1961年.
62. ↑  臧志攀,王政.中国古代祈雨史[M].陕西人民出版社,2019.
63. ↑  岳洪彬.谈谈商代考古学研究中的"泛祭祀倾向"[J].南方文物, 2020(4):8.DOI:10.3969/j.issn.1004-6275.2020.04.008.
64. ↑  杜金鹏.安阳后冈殷代圆形葬坑及其相关问题[J].考古, 2007(6):14.DOI:CNKI:SUN:KAGU.0.2007-06-008.
65. ↑  罗家湘《逸周书研究》：周人继承殷人伐馘的风俗，在传世文献和出土文字材料中都有大量记录。上海古籍出版社, 2006年
66. ↑  《左传·僖公二十二年》:“丙子晨,郑文夫人芈氏、姜氏劳楚子于柯泽。楚子使师缙示之俘馘。”杜预注:“俘,所得囚;馘,所截耳。
67. 1 2  山西省文管会:《山西省文管会侯马工作站的总收获(1956年冬至1959年初)》，《考古》1959年5期。王克林: 《侯马东周社祀遗址的探讨》，中国考古学会第一次年会论文，1979年
68. 1 2  《史记·滑稽列传》：「西门豹往会之河上。三老、官属、豪长者、里父老皆会，以人民往观之者三二千人。其巫，老女子也，已年七十。从弟子女十人所，皆衣缯单衣，立大巫后。西门豹曰：“呼河伯妇来，视其好丑。”即将女出帷中，来至前。豹视之，顾谓三老、巫祝、父老曰：“是女子不好，烦大巫妪为入报河伯，得更求好女，后日送之。”即使吏卒共抱大巫妪投之河中。有顷，曰：“巫妪何久也？弟子趣之！”复以弟子一人投河中。有顷，曰：“弟子何久也？复使一人趣之！”复投一弟子河中。凡投三弟子。西门豹曰：“巫妪弟子是女子也，不能白事，烦三老为入白之。”复投三老河中。西门豹簪笔磬折，向河立待良久。长老、吏傍观者皆惊恐。西门豹顾曰：“巫妪、三老不来还，奈之何？”欲复使廷掾与豪长者一人入趣之。皆叩头，叩头且破，额血流地，色如死灰。西门豹曰：“诺，且留待之须臾。”须臾，豹曰：“廷掾起矣。状河伯留客之久，若皆罢去归矣。”邺吏民大惊恐，从是以后，不敢复言为河伯娶妇。」
69. ↑  解希恭.山西芮城永乐宫新址墓葬清理简报[J].考古, 1960(8):4.DOI:CNKI:SUN:KAGU.0.1960-08-004.
70. ↑  吴文祺,张其海.莒南大店春秋时期莒国殉人墓[J].考古学报, 1978(3):28.DOI:CNKI:SUN:KGXB.0.1978-03-002.
71. ↑  罗勋章.山东沂水刘家店子春秋墓发掘简报[J].文物, 1984(9):12.DOI:CNKI:SUN:WENW.0.1984-09-000.
72. ↑  罗勋章.刘家店子春秋墓琐考[J].文物, 1984(9):3.
73. ↑  山东省昌潍地区文物管理组.胶县西菴遗址调查试掘简报[J].文物,1977(04):63-71+88.
74. ↑  刘智.鲁东南地区东周贵族墓葬初探[D].山东大学,2020.DOI:10.27272/d.cnki.gshdu.2020.003821.
75. ↑  《河南省新郑县唐户两周墓葬发掘简报》，《文物资料丛刊》第2辑，文物出版社1978年
76. ↑  肖梦龙: 《吴国王陵区初探》，《东南文化》1990年4期
77. ↑  《左传·昭公十年》
78. ↑  《左传·哀公七年》
79. ↑  张荣明《社祀与殷周地缘政治》
80. ↑  傅斯年. 周东封与殷遗民[J]. 中央研究院历史语言研究所集刊, 1934:285-290.
81. ↑  晁福林《论殷代神权》，《中国社会科学》1990年第1期
82. ↑  晁福林《先秦社会最高权力的变迁及其影响因素》,《中国社会科学》2015年第2期
83. ↑  晁福林《说商代的“天”和“帝”》,《史学集刊》2016年第3期
84. ↑  《清华简·系年》：昔周武王监观商王之不恭上帝，禋祀不寅，乃作帝籍，以登祀上帝天神，名之曰千亩，以克反商邑，敷政天下。
85. ↑  谢乃和，付瑞珣《从清华简《系年》看“千亩之战”及相关问题》
86. ↑  雷晓鹏:从清华简《系年》看周宣王“不籍千亩”的真相，《农业考古》，2014,(4)
87. ↑  《史记·卷五·秦本纪》：献公元年，止从死。
88. ↑  北大汉简《周训》
89. ↑  赵越.东周燕国墓葬研究[D].河北大学,2019.
90. ↑  许宏.燕下都营建过程的考古学考察[J].考古,1999,(04):60-64.
91. ↑  石永士.初论燕下都大中型墓葬的分期一一兼谈人头骨丛葬的年代及其性质[J].辽海文物学刊,1996,(02):24-45.
92. ↑  石永士：《燕下都抢救清理1号人头骨丛葬遗迹》，《中国文物报》1996年2月4日第1版。
93. ↑  王建新,刘瑞俊.先秦时期的秽人与貊人[J].民族研究,2001(4):10.DOI:10.3969/j.issn.0256-1891.2001.04.008.
94. ↑  赵凌烟,王建新.对燕下都人头骨丛葬性质与成因的初步探讨[J].西部考古,2016,(01):102-112.
95. ↑  余扶危,贺官保.洛阳东关东汉殉人墓[J].文物, 1973(2):8.DOI:CNKI:SUN:WENW.0.1973-02-007.
96. ↑  《北史·獠傳》卷95
97. ↑  《我国首次发现隋唐殉人墓葬》，《人民日报》1986年5月13日第三版
98. ↑  《凤翔县发现一批中唐时期的人殉墓葬》，《中国历史学年鉴(1985)》259页，人民出版社，1955年
99. ↑  欧阳修《五代史伶官传序》
100. ↑  《夜柔吠陀》第三十章列举用作牺牲之百八十四种人，其中有盗窃者、歌者、妓女、洗衣妇等
101. ↑  陈杰.连横《台湾通史·吴凤传》考证——兼谈原住民“出草”习俗[J].杭州文博,2013,(01):89-93.
102. ↑  Geraldine Gesell, The Place of The Goddess In Minoan Society
103. ↑  Joseph Alexander MacGillivray, Minotaur: Sir Arthur Evans and the Archaeology of the Minoan Myth 2000
104. ↑  Themistocles Allegedly Conducted A Human Sacrifice Before The Battle of Salamis （页面存档备份，存于）, 10 December 2019
105. 1 2  .   [2025-01-26]. （原始内容存档于2024-08-17）.
106. ↑  Thracian Child Sacrifice Discovered in Bulgaria （页面存档备份，存于）, 21 April 2015
107. ↑  ON HUMAN SACRIFICE IN THRACE (ON ARCHAEOLOGICAL EVIDENCE) （页面存档备份，存于）, 10 January 2010
108. ↑  .   [2025-01-26]. （原始内容存档于2023-12-04）.
109. 1 2  Đapović Lasta S.The main sacrifice: Sacrificing own children in Slavic folk literature[J].Glasnik Etnografskog instituta, 2004, 2004(52):243-256.DOI:10.2298/GEI0452243D.
110. ↑  .  1. col. 102.
111. ↑  Gaius Julius Caesar. . . 由McDevitte, W.A.; Bohn, W.S.翻译. New York, NY: Harper & Brothers. 1869  [2022-06-22]. （原始内容存档于2011-06-07）.
112. ↑  Davidson, Hilda Ellis. . Syracuse University Press. 1988: 60-61.
113. ↑  Gaius Julius Caesar. . . 由McDevitte, W.A.; Bohn, W.S.翻译. New York, NY: Harper & Brothers. 1869  [2022-06-22]. （原始内容存档于2011-06-07）.
114. ↑  Maier, Bernhard. . Boydell & Brewer. 1997: 36.
115. ↑  Brunaux, Jean-Louis. . Archaeology. Vol. 54. March–April 2001: 54–57.
116. ↑  Brunaux, Jean-Louis. . . Étude comparée à partir du sanctuaire d'Acy-Romance, Ardennes, France. École française de Rome. 2000.
117. ↑  Kelly, Eamonn. . Ralph, Sarah  (编). . SUNY Press. 2013: 232–40  [2022-06-22]. ISBN 978-1438444420. （原始内容存档于2022-07-10）.
118. ↑  Bentley, Diana. . Minerva: The International Review of Ancient Art & Archaeology (Nashville, Tennessee: Clear Media). March–April 2015: 34–37  [2022-06-22]. （原始内容存档于2022-07-10）.
119. ↑  Human sacrifice in Ancient Rome, by M. Horatius Piscinus
120. ↑  Higgins, Andrew. . Post Gazette. 2005-05-26  [2010-05-25]. （原始内容存档于September 18, 2009）.
121. 1 2  DiBenedetto, Katelyn, "Analyzing Tophets: Did the Phoenicians Practice Child Sacrifice?" (2012). Anthropology. 5.
122. ↑  . The New York Times. 1 September 1987  [2022-06-22]. （原始内容存档于2022-06-01）.
123. 1 2  Salisbury, Joyce E. . Routledge. 1997: 228.
124. ↑  Stager, Lawrence E.; Wolff, Samuel R. . Biblical Archaeology Review. Jan–Feb 1984, 10 (1): 30–51  [2022-06-22]. （原始内容存档于2016-10-22）.
125. ↑  .   [2025-01-26]. （原始内容存档于2024-09-06）.
126. ↑  .   [2025-01-26]. （原始内容存档于2024-07-09）.
127. ↑  Montenegro Old and New: History, Politics, Culture, and The People.2013 Vol. 6, No. 1. pp. 60-82.
128. ↑  "The Body Context: Interpreting Early Nasca Decapitation Burials" DeLeonardis, Lisa. Latin American Antiquity. 2000. Vol. 11, No. 4, pp. 363–368.
129. ↑  "A Cache of 48 Nasca Trophy Heads From Cerro Carapo, Peru" by David Browne, Helaine Silverman, and Ruben Garcia, Latin American Antiquity (1993), Volume 4,  No. 3: 274–294
130. ↑  Proulx, Donald A., Silverman, Helaine; Isbell, William H. , 编, , The Handbook of South American Archaeology (New York, NY: Springer New York), 2008: 563–585  [2022-02-07], ISBN 978-0-387-74906-8, doi:10.1007/978-0-387-74907-5_29 （英语）
131. ↑  Vaughn, Kevin J. . Archeological Papers of the American Anthropological Association. 2008-06-28, 14 (1): 113–130  [2022-06-22]. ISSN 1551-823X. doi:10.1525/ap3a.2004.14.113. （原始内容存档于2022-02-25）.
132. ↑  Marie., Kellner, Corina. . OCLC 52536451.